# Mikania pterocaula
Mikania pterocaula là một loài thực vật có hoa trong họ Cúc. Loài này được Sch.Bip. ex Klatt mô tả khoa học đầu tiên năm 1884.